# 失竊的信
《失竊的信》是美國作家愛德華·愛倫·坡撰寫的短篇小說，1844年出版，首版為愛倫·坡帶來12元美金的收入。这部小说首次出现于《礼物：给1845年》（1844），并很快被转载在了许多杂志和报纸上。这是他以虚构的C·奥古斯特·杜邦为主人公所著的三部侦探故事的第三部，另外两部是《莫尔格街凶杀案》和《玛丽·罗杰奇案》。这些故事被视为现代侦探小说的重要的先驱。

## 故事簡介
在故事的开始，叙述者正与著名的巴黎私家侦探C·奥古斯特·杜邦谈论他的一些著名案件。这时，一位叫G的警察局长加入了他们的谈话。警察局长有一件案子想和杜邦讨论。
在一名女性的私人起居室里，有一封信被D部长偷走了。据说这封信包含了敏感信息。D当时在房间里看见了这封信，并用一封不重要的信将它调了包。他对受害者进行了勒索。
警察局长推理了两点：
（1）这封信的内容还没有暴露，因为暴露了的话，將會引起嚴重的情況，而这一情况还未出现。所以，D部长仍然持有着这封信。
（2）部长需要在得到通知后，便立刻出示这封信，这一点几乎和持有这封信一样重要。所以，他必须把这封信放在伸手即得之处。
杜邦对他的推理并没提出反对。警察局长说，他和警探们搜索了D暂住的旅馆，但是什么也没发现。他们查看了墙纸的后面，地毯的下面，部下们用显微镜细查了桌子和椅子，之后还用探针探查了坐垫，但是他们没有发现里面藏有东西。杜邦问警察局长是否知道他在找的东西是什么样子。警察局长拿出了一张纸，描述了这封信的外观，而杜邦默默地记住了这些描述。之后警察局长向他们问候，并离开了。
一个月后，警察局长又回来了。他仍然对找不到失踪的信而困扰，但还在继续搜索。若他能将信件安全归还，他会得到一大笔奖金，而这笔奖金最近又加倍了。他愿意付50000法郎给任何能帮助他的人。杜邦叫他立刻写好支票，并且将那封信交给对方。警察局长感到惊讶，但是他知道杜邦没在开玩笑。他写好了支票，然后杜邦拿出了那封遗失的信。警察局长确定了这封信是真的，然后跑去把它交给受害人了。
当叙述者和杜邦单独在一起时，他问杜邦是如何找到这封信的。杜邦解释说，巴黎的警察已经做了他们局限范围内的事，但他们低估了对方。警察局长误认为D部长是个傻瓜，只因D是个诗人。杜邦举了个例子，解释一个八岁的男孩是如何在他的朋友们玩“单双”游戏时小赢一把的。这个男孩能够判断他的对手的智力水平，并利用这一点来推断他们下一步的行动。他解释说，D知道警探们会假定勒索者会把这封信藏在一个精心制作的隐藏地方，因此他就把信藏在了显眼的位置。
杜邦说他去部长的旅馆拜访了他。杜邦抱怨自己视力不好，所以他就戴了一副绿眼镜，而他的真实目的是在他搜索信件时用眼镜来掩饰住他的眼睛。房间里有一根肮脏的带子，上面吊着一个廉价的卡片架。卡片架上有一封被撕烂了一半的信，杜邦认出了它就是那封遗失的信。杜邦和D部长谈起了吸引起部长兴趣的话题，并趁机仔细地观察这封信。它并不太像警察局长描述的那封信；笔迹是不同的，并且上面盖的章不是S家族的“公爵徽章”，而是D的姓名首字母组合图案。杜邦注意到，这张纸受到了磨损，就好像朝一个方向折了一次，然后又朝另一个方向折了一次。杜邦推断道，D在这封被盗的信件的反面又写了一个新的地址，朝反方向再次折叠，然后用自己的章来给它盖了章。
杜邦留了个鼻烟盒下来，这样他在第二天就以此为借口又回来了。他们又谈论他们在头一天说起的那个话题，这时D被街上的一阵枪声吓住了。当他跑去看个究竟时，杜邦用一件复制品调换了D的信。
杜邦解释说，他故意留了一件复制品以保证他能离开这座旅馆而不被D察觉到他的行为。作为王后的政治上的支持者，以及作为这位部长的老敌人，杜邦也希望D会试图使用他以后不会再有的权力来使他在政治上垮台。最后，杜邦在複製品中的信紙上留下了一句話：Un dessein si funeste, S'il n'est digne d'Atrée, est digne de Thyeste（这样恶毒的计策如果配不上阿尔特拉厄，也配得上蒂埃斯特了）。

## 解析
爱伦·坡所给出的塞內卡的题词“Nihil sapientiae odiosius acumine nimio”（对于智慧来说，没有什么比聪明过度更可恨了）在塞內卡的名著中并没有被找到。
杜邦并非是一个职业侦探。在《莫尔格街凶杀案》中，杜邦着手这个案件只是为了娱乐消遣，并且拒绝了奖金。不过，在《失窃的信》中，杜邦又为了得钱而承担了这个案件。他的动机并非是为了追寻真相，因为关于这封失窃的信的内容的信息是缺失的，这就强调了杜邦的动机是为了钱。杜邦为了解决这个谜题而使用的创新方法就是试着感受罪犯的想法。部长和杜邦有着可以互相匹敌的同样的头脑，都兼具数学家和诗人的才能，并且他们的斗智意味着他们最终会陷入僵局。杜邦赢了，是因为他在道德上的力量：部长是“不道德的”，他是个勒索者，他通过利用别人的弱点来得到权力。
爱伦·坡也许感受过杜邦和D的想法。就像爱伦·坡一样，这两个角色既有分析的能力，又有强大的想象力。
《失窃的信》完成了杜邦在不同环境的旅行。在《莫尔格街凶杀案》中，他漫游在城市的街区中；在《玛丽·罗杰奇案》中，他置身于广阔的野外；在《失窃的信》中，他就在一个与世隔绝的私人空间里。1985年，法国语言学家让-克劳德·米尔纳在文集《小说与公司》中的《门槛》一章的《虚构的侦察》一文中提到，有支持的证据显示杜邦和D是兄弟，这个根据就是最后提到的阿尔特拉厄和他的孪生兄弟蒂埃斯特。

## 文学意义和批评
在1844年5月，就在这个故事被首次刊登之前，爱伦·坡给詹姆斯·拉塞尔·洛威尔写信道，他认为这个故事“也许是我最优秀的推理故事”。在爱伦·坡的三个推理故事中，《失窃的信》被普遍视为最优秀的。当它在1845年版的《礼物》中被再次刊登时，编辑说道：“一个人用两个头脑思考，是如此稀奇的方法。（这个故事）可能就是对这种构想的最贴切的说明之一。”
这个故事曾被法国心理分析学家雅克·拉冈和哲学家雅克·德里达用来表现了对立的解释：拉冈的立即的结构主义，德里达的神秘主义，都取决于解构主义的可能性。这两个人就欲望的本质交换了一系列的信件。

## 发表经历
这个故事首次出现于《礼物：1844年的一件圣诞节和新年礼物》。爱伦·坡凭它的第一版赚到了12美元。它之后被包含在了1845年的选集《埃德加·爱伦·坡的故事》里。

## 改编作品
这个故事在1980年被改编为了电视剧《歇洛克·福尔摩斯》中的一集。
在2010年，这个故事被M·J·艾略特改编为了一出美国广播剧。
在1995年，这个故事被改编为了儿童电视节目许愿骨中的一集。这一集被叫作《失窃的纸》（The Pawloined Paper）。